# Serveur (restauration)
 (décembre 2017).
Si vous disposez d'ouvrages ou d'articles de référence ou si vous connaissez des sites web de qualité traitant du thème abordé ici, merci de compléter l'article en donnant les références utiles à sa vérifiabilité et en les liant à la section « Notes et références ».
Pour les articles homonymes, voir serveur.
Un serveur ou une serveuse est un employé qualifié dans les cafés, les restaurants ou tout autre établissement de restauration. Son nom indique qu'il est au service des clients ; il a en conséquence plusieurs rôles, complémentaires à ceux du maître d'hôtel.
Selon les établissements, il peut y avoir une hiérarchie plus précise entre les serveurs. Le chef de rang enregistre les commandes des clients et exécute le service des mets (explication des mets), alors qu'un commis débarrasseur s'occupe, comme son nom l'indique, de débarrasser les tables, et qu'un commis de suite exécute l'encaissement des tables et le renouvellement de celles-ci.
Une brigade de salle complète est la suivante :
- directeur,
- premier maître d'hôtel,
- maître d'hôtel de carré,
- chef de rang,
- serveur ou demi-chef de rang,
- commis débarrasseur,
- commis de suite,
- sommelier.

Le serveur peut être désigné pour exécuter, à part entière, la main courante (exercice de comptabilité).
Les outils de travail obligatoires du serveur sont en conséquence les suivants :
- un carnet de commande avec un stylo, ou éventuellement un système informatisé avec écran tactile, pour prendre note des commandes,
- un couteau d'office,
- un limonadier,
- le liteau, qui sert à porter les assiettes chaudes ou à servir les vins.

Il est surtout demandé à un serveur d'avoir une bonne mémoire si possible.

## Films et séries
- Marcel Maupi dans Le Schpountz (1938)
- Hector, le valet de chambre joué par Fernandel, dans Monsieur Hector (1940)
- Ky Duyen dans Il suffit d'une fois : Benjamin le majordome (1946)
- Paul Preboist dans Le Sicilien (1958), Le Grand Restaurant (1966),
- Simone jouée par Anne-Marie Coffinet dans Un singe en hiver (1962)
- Christian Marin dans le film Allez France ! (1964)
- Luce Bonifassy dans le film Les Barbouzes (1964)
- Philippe Castelli dans Quand passent les faisans (1965), Borsalino (1970), Jean dans Pour la peau d'un flic (1981), À deux minutes près (1989)
- Edouard Molinaro dans Quand passent les faisans (1965), dans L'emmerdeur, en Cameo (1973)
- Jean Collomb dans  Adieu poulet de Pierre Granier-Deferre : Le barman
- César le majordome interprété par Jacques Dufilho dans Agent spécial à Venise (1964)
- Octave le maitre d'hôtel joué par Max Elder dans Monsieur (1964)
- Alban interprété par Michel Constantin dans le film Le Deuxième Souffle (1966)
- Guy Grosso, Michel Modo et d'autres acteurs dans Le Grand Restaurant (1966)
- Paul Bisciglia dans Le Soleil des voyous (1967)
- Nino Garofalo interprété par Nino Manfredi dans le film Pain et Chocolat, (1974)
- Manuel interprété par Andrew Sachs dans la série L'Hôtel en folie, (1975-1979)
- Greg Germain joue le serveur César dans Sale Rêveur (1978)
- Alex (chef de rang) interprété par Yves Montand dans le film Garçon !, (1983)
- Jacques Giraud dans le film P’tit Con de Gérard Lauzier (1984)
- Jasmine Münchgstettner interprétée par Marianne Sägebrecht dans le film Bagdad Café, (1987)
- Bernard Haller est le serveur de la brasserie dans Bonjour l'angoisse de Pierre Tchernia (1988)
- Frankie interprétée par Michelle Pfeiffer dans le film Frankie et Johnny, (1991)
- Rachel Green interprétée par Jennifer Aniston dans la série Friends, (1994-1996, deux saisons sur dix)
- Amélie Poulain interprétée par Audrey Tautou dans le film Le Fabuleux Destin d'Amélie Poulain, (2001)
- Jessica interprétée par Cécile de France dans le film Fauteuils d'orchestre, (2006)
- Alban interprété par Eric Cantona dans Le Deuxième Souffle (2007)
- Jenna Hunterson interprétée par Keri Russell dans le film Waitress, (2007)
- Mélanie Lupin interprétée par Marilou Berry dans le film Vilaine, (2008)
- Katie interprétée par Olivia Cooke dans le film Katie Says Goodbye, (2018)